# Franka Bačić
Franka Bačić (Blato, 11. siječnja 1914. - Blato, 4. siječnja 1989.) je bila hrvatska kazališna, televizijska i filmska glumica.

## Filmografija

### Televizijske uloge
- "Porobdžije" (1977.)
- "Prosjaci i sinovi" (1972.)
- "Naše malo misto" kao Marijeta - žena Parona Antonja (1970.)

### Filmske uloge
- "Sjeverno od sunca" (1976.)
- "Devetnaest djevojaka i jedan mornar" (1971.)

## Vanjske poveznice
- Franka Bačić u internetskoj bazi filmova IMDb-u (engl.)